# Фрят Ємане
Фрят Ємане (Гондер, Ефіопія) — ефіопська акторка та модель.
Отримала ступінь бакалавра з менеджменту в університеті міста Ауаса.